# Якобсы
Якобсы (нем. Jacobs) — дворянский род.
Потомство отставного генерал-майора Василия Христиановича Якобса (1827—1908), который по чину полковника, полученному 31 марта 1874 г., и по Всемилостивейше пожалованному ему же 30 августа 1882 г. ордену Св. Владимира 4-й ст. был утвержден в потомственном дворянстве определением Департамента Герольдии Правительствующего Сената 8.06.1900 г.
- Василий Васильевич Якобс (1874—1940) — штаб-ротмистр Российской императорской армии, полковник Личной сотни атамана Булак-Балаховича в составе Северо-Западной Армии (Приказом № 171 от 31.07.1919 Командующего Северо-Западной Армии генерал-майора Родзянко).
  - Митрополит Корнилий (Якобс) (в миру Вячеслав Васильевич, р. 1924) — епископ Русской православной церкви.

## Описание герба
В щите, рассечённом серебром и чернью, коронованная буйволовая голова переменных финифти и металла, с червлёными глазами и языком. В лазоревой главе щита золотое стропило.
Щит увенчан дворянским коронованным шлемом. Нашлемник: три, обременённые двумя скрещенными серебряными кирками, страусовых пера, из коих среднее чёрное, а крайние золотые. Намёт: чёрный с серебром.
Помещённые в герб генерал-майора Якобсъ эмблемы указывают: буйволовая голова, как часть мекленбург-шверинского герба, — на родину просителя, а стропило во главе щита и кирки в нашлемнике — на бывшую службу в Корпусе Инженеров.